# Efecto de la edad relativa
El término efecto de la edad relativa (RAE, por sus siglas en inglés), también conocido como efecto de la fecha de nacimiento o efecto de la fecha de nacimiento, se utiliza para describir un sesgo observable en las categorías superiores del deporte juvenil y el ámbito académico, donde la participación es mayor entre quienes nacen más cerca del inicio del periodo de selección pertinente (y menor para quienes nacen hacia el final de dicho periodo) de lo que cabría esperar por la distribución de nacimientos. El periodo de selección suele ser el año calendario, el año académico o la temporada deportiva.
La diferencia de madurez a menudo contribuye al efecto, y la categoría de edad, el nivel de habilidad y el contexto deportivo también influyen en el riesgo del efecto de la edad relativa. Se observa mayor riesgo en la adolescencia media y tardía, en ámbitos regionales y nacionales y en deportes populares; y menor riesgo en menores de 11 años, en actividades recreativas y en deportes impopulares.
Los términos sesgo por mes de nacimiento y sesgo por estación de nacimiento describen efectos similares pero fundamentalmente distintos. La estación de nacimiento examina la influencia de distintos factores ambientales prenatales y perinatales estacionales, como la luz solar, la temperatura o la exposición a virus durante la gestación, que se relacionan con resultados de salud. Por el contrario, el efecto de la edad relativa se desplaza con las fechas de corte trasladando la ventaja con el periodo de selección. Con influencia de los agentes sociales, los niños nacidos poco después de la fecha de corte suelen ser incluidos, y los nacidos poco antes de la fecha de corte excluidos.

## En el deporte
La participación en el deporte juvenil suele organizarse en grupos de edad anuales. El Comité Olímpico Internacional, la FIFA y las seis confederaciones internacionales de fútbol (AFC, CAF, CONCACAF, CONMEBOL, OFC y UEFA) utilizan el 1 de enero como fecha de corte administrativa, que es la más común, pero el 1 de septiembre se utiliza en el Reino Unido, como en muchos otros lugares del mundo. Esta agrupación puede verse en el primer gráfico que muestra la distribución de nacimientos por mes para la Unión Europea durante los diez años de 2000 a 2009. La tasa de nacimientos se correlaciona estrechamente con el número de días del mes, con un ligero aumento en los meses de verano. El segundo gráfico, por meses, muestra la distribución de nacimientos de más de 4.000 jugadores involucrados en las plantillas de clasificación para los torneos sub-17, sub-19 y sub-21 organizados por la UEFA en 2010–11.
Esta distribución decreciente desde el comienzo del año en la participación de deportistas profesionales se ha observado en deportes como: fútbol, béisbol, críquet, gimnasia, balonmano, hockey sobre hielo, rugby league, carreras, esquí, natación, tenis, y los Juegos Olímpicos de la Juventud, así como en deportes no físicos como el tiro.
El libro de Malcolm Gladwell Outliers: The Story of Success y SuperFreakonomics de Steven Levitt y Stephen Dubner popularizaron el tema con respecto a jugadores canadienses de hockey sobre hielo, futbolistas europeos y jugadores de las Grandes Ligas de Béisbol.[cita requerida]

### Factores que contribuyen

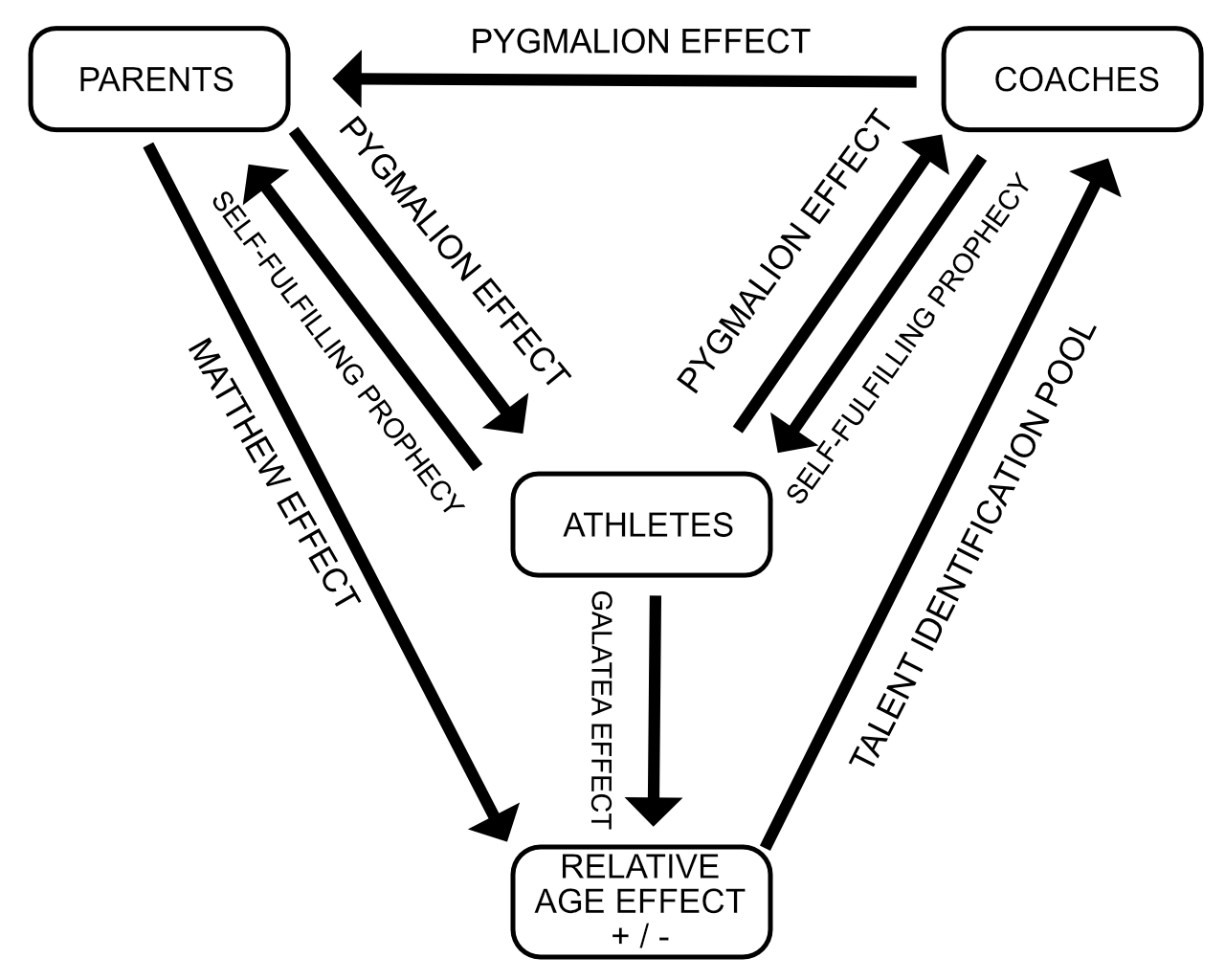
Modelo teórico de los agentes sociales que influyen en el efecto de la edad relativa.

Los efectos de la edad relativa son causados por las reglas de elegibilidad basadas en la fecha de nacimiento, pero pueden verse afectados por padres, entrenadores y deportistas a través de otros mecanismos. El efecto Pigmalión, el efecto Galatea y el efecto Mateo son ejemplos de efectos que impactan la motivación del jugador.
Además de estos factores sociales, las diferencias contextuales modifican la distribución, con efectos disminuidos en deportes femeninos, deportes impopulares, a distintas edades, deportes individuales, o deportes con menor dependencia del tamaño corporal, con un efecto esperado más acusado en deportes masculinos, deportes populares o deportes competitivos. La popularidad deportiva en un área geográfica o cultural afecta a la distribución de la edad relativa, con ejemplos observados en el voleibol y el fútbol americano.
Los niveles tempranos de maduración que confieren ventajas físicas a los individuos del primer trimestre pueden crear el sesgo, observable en la estatura de los jugadores en baloncesto, la mano dominante en tenis, o el tamaño en una posición de críquet, pero el tamaño físico no siempre es la causa. Los individuos de mayor edad también adquieren más competencia y autoeficacia, aumentando la brecha de rendimiento. Estas ventajas conducen a mayores tasas de abandono para los nacidos en el primer trimestre. Sin embargo, en deportes donde la altura y la masa dificultan la flexibilidad, la velocidad de rotación y la relación fuerza/masa, puede preferirse el retraso madurativo, como sucede en la gimnasia.
En grupos de adultos la edad relativa tiene el significado opuesto, ya que el rendimiento disminuye con la edad, y es más significativo en deportes más exigentes físicamente, dependiendo de la edad a la que se alcanza el rendimiento máximo medio en ese deporte. El «efecto desvalido» (underdog effect) ha mostrado que quienes nacen tarde en el año pueden tener mejores oportunidades si son seleccionados para jugar, con la ventaja disminuyendo tras la selección.
La posición de juego, la pertenencia a federaciones y el rendimiento individual y de equipo también contribuyen al efecto, con los jugadores de mayor edad enfrentando mayor riesgo de lesión.

### Reducción del efecto de la edad relativa
Se han sugerido y probado varios métodos para reducir el efecto de la edad relativa, como mover las fechas de corte, ampliar el rango de edad del grupo, establecer cupos por fecha de nacimiento para los jugadores, el método de edad media del equipo (ATA) para la elegibilidad, o agrupar por altura y peso. Algunos métodos han tenido dificultades para lograr éxito debido a que el efecto se desplaza con las fechas de selección. Hacer que la edad relativa sea conocida por las personas en el entorno ha mostrado menor sesgo en la identificación del talento, reduciendo el efecto de la edad relativa.
El birthday banding («agrupación por cumpleaños»), y el recálculo de puntuaciones en función de la edad relativa, son otros métodos utilizados para reducir los efectos, siendo el bio-banding el más investigado, mostrando beneficios para jugadores con maduración temprana y tardía, tanto en fútbol de cantera como en fútbol recreativo. El bio-banding puede ayudar a promover cargas de entrenamiento adecuadas y reducir el riesgo de lesiones, al tiempo que incrementa las demandas técnicas de los jugadores, si bien deportes ya categorizados por métricas de maduración como el Judo pueden no observar esos efectos. Se necesitan más estudios longitudinales, junto con formas más fiables de agrupar a los individuos, dado que el desarrollo biológico, psicológico y social no progresa de forma sincrónica, generando distintos desequilibrios en los grupos.

## En educación

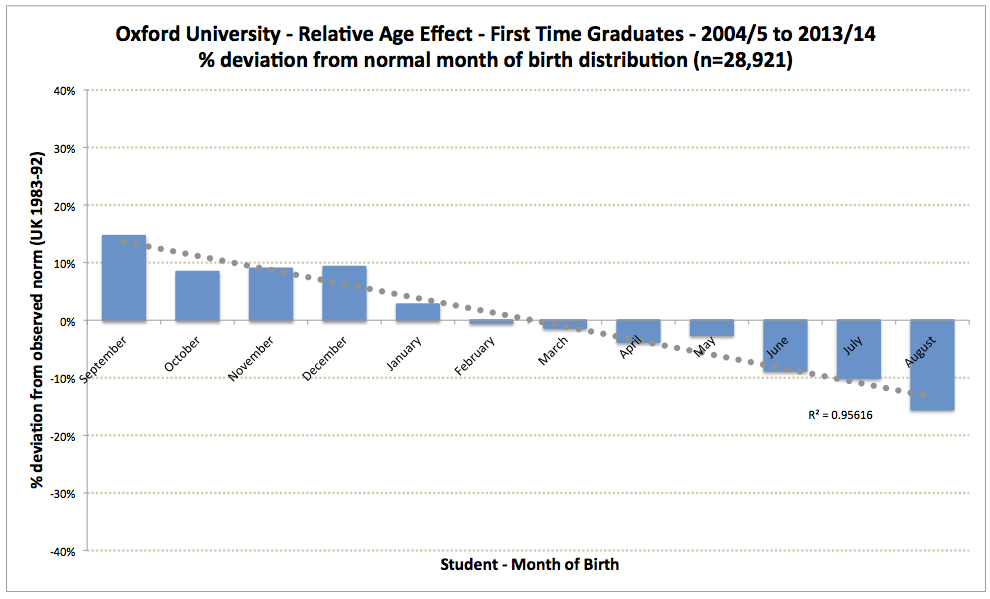
Perfil RAE de la Universidad de Oxford en conjunto, 2004/05 a 2013/14

El año académico es decidido por las autoridades educativas, siendo comunes las fechas de corte en agosto o septiembre en el hemisferio norte y en febrero o marzo en el hemisferio sur.
El tercer gráfico ilustra el efecto de la edad relativa en las titulaciones de la Universidad de Oxford durante un periodo de 10 años, fenómeno que también se ha observado en laureados con el Premio Nobel del Reino Unido.
El efecto de la edad relativa y el efecto de reversión son evidentes en educación, con estudiantes mayores obteniendo, en promedio, calificaciones más altas, ingresando más en programas para alumnos con altas capacidades, y siendo más propensos a cursar educación superior en centros de orientación académica frente a centros de formación profesional, no necesariamente por mayor inteligencia. De nuevo interviene el efecto Mateo, dado que las habilidades aprendidas temprano en la educación se acumulan con el tiempo, incrementando la ventaja, con los estudiantes mayores más proclives a asumir roles de liderazgo. Sin embargo, como en el deporte, el efecto disminuye con el tiempo tras la educación secundaria, y quienes nacen más tarde en el año rinden mejor en la educación universitaria.

## En puestos de liderazgo
También se ha observado un efecto de la edad relativa en el contexto del liderazgo. Una sobrerrepresentación comienza en actividades de liderazgo en la escuela secundaria, como capitán de equipo deportivo o presidente de club. Luego, en la vida adulta, esta sobrerrepresentación se ha observado en puestos directivos de alto nivel (directores ejecutivos de empresas del S&P 500), y en puestos políticos de alto nivel, tanto en Estados Unidos (senadores y representantes), como en Finlandia (diputados).

## Efecto estacional del nacimiento
La estacionalidad del nacimiento en humanos varía y, junto con el efecto de la edad relativa, la epidemiología de los nacimientos estacionales muestra sobrerrepresentaciones en afecciones de salud como el TDAH y la esquizofrenia, encontrando un estudio «que una mayor edad de inicio escolar reduce la propensión a delinquir a edades tempranas». Sin embargo, otros estudios no lograron replicar efectos de la edad relativa en el temperamento, el estado de ánimo o el desarrollo físico.
La obesidad se ha vinculado con la estación de nacimiento, con mayores probabilidades, potencialmente debido a la temperatura circundante al nacimiento, con invierno y primavera mostrando la mayor correlación, si bien la inactividad física sigue siendo un factor de riesgo mayor.
Los nacidos en verano presentan mayores probabilidades de dificultades específicas de aprendizaje, y los nacidos en invierno y primavera, con esquizofrenia y manía/trastorno bipolar. El trastorno esquizoafectivo puede relacionarse con nacimientos de diciembre a marzo, la depresión mayor con nacimientos de marzo a mayo y el autismo con nacimientos en marzo.
El aumento en las tasas de trastorno afectivo estacional se relaciona con la influencia de la estación de nacimiento en humanos.
Debe tomarse en cuenta que la evidencia recopilada requiere muestras más globalizadas, de más lugares del mundo, pare mejorar la capacidad de la estadística de identificar patrones.